# H. L. 멘켄

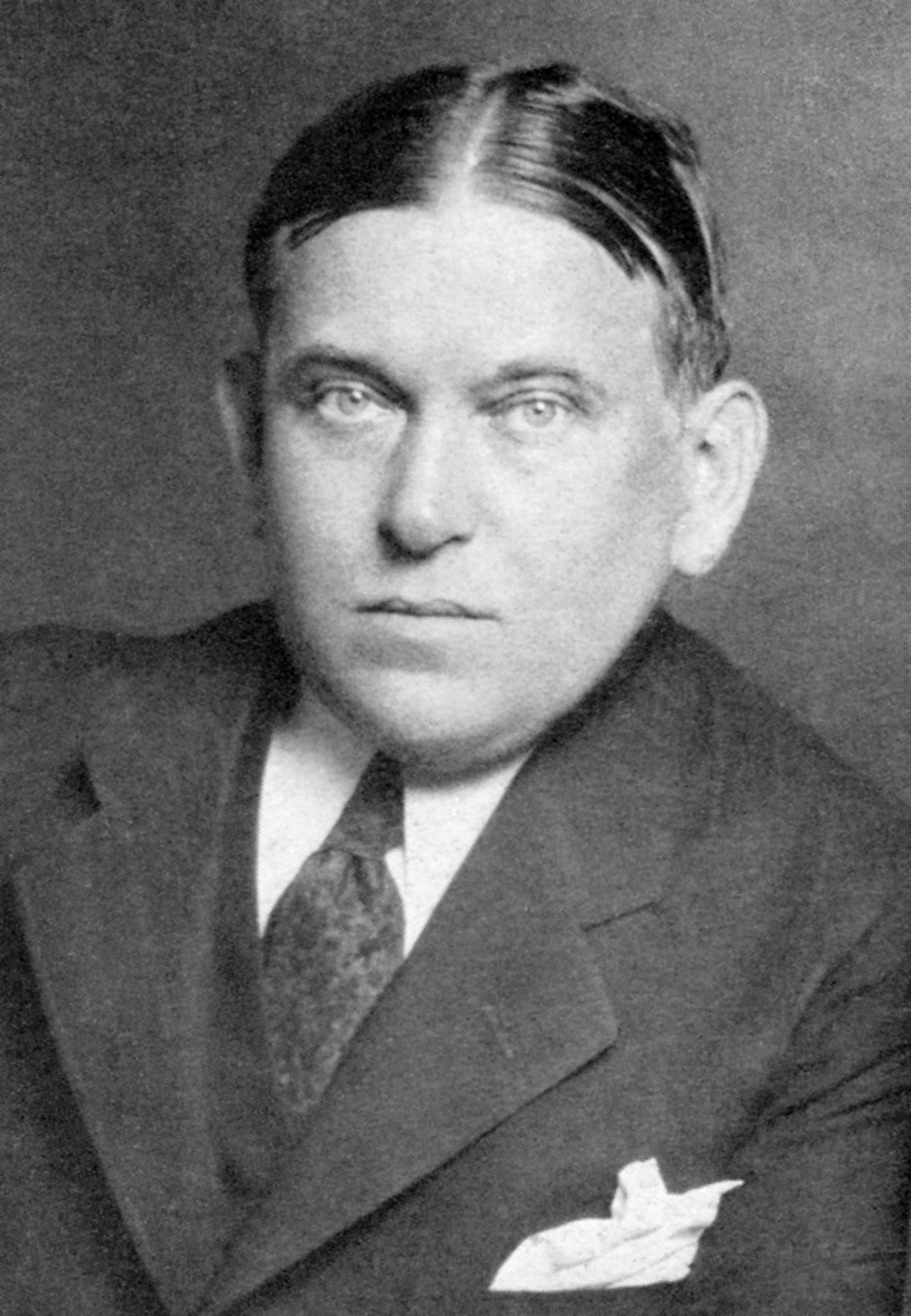

헨리 루이스 멘켄(Henry Louis Mencken, 1880년 9월 12일 – 1956년 1월 29일)은 미국의 평론가이다.
볼티모어 출신으로 일찍이 저널리즘의 세계에 투신하여 처음에는 잡지 <스마트 세트(Smart Set)>의 문예란을 담당하여 그 능력을 발휘하였다. 1924년 <아메리칸 머큐리(American Mercury)>지(誌)를 창간하여 문단을 지배하는 점잖은 문학과 청교도주의 등에 우상 파괴적인 공격을 퍼부었으며 거친 미국적 힘을 간직한 드라이저, 루이스 등을 후원하며 논단의 중심이 되었다. 그의 이러한 에세이들은 <서언집(序言集)>(1917), <편견록(偏見錄)>(1919-27) 등에 수록되어 있다.